# Julien El Fares
Julien El Fares é um ciclista profissional francês. Nasceu em Aix-en-Provence a 1 de junho de 1985 que corre na equipa NIPPO DELKO One Provence. É profissional desde 2006, e esteve várias temporadas unido à equipa francesa Cofidis.
A sua maior vitória como profissional tem sido a vitória na primeira etapa de Tirreno-Adriático de 2009, onde se impôs ao seu colega de fuga, o ucraniano Vladimir Duma. Esta vitória valeu-lhe para portar o maillot de líder durante três jornadas. Na quarta etapa perdeu-o ante o espanhol Joaquim Rodríguez.
Em 2012 alinhou pela equipa Team Type 1-Sanofi Aventis, e em 2013 voltou a correr em seu país com a Saur-Sojasun. Depois do desaparecimento desta equipa a final da temporada, alinhou em fevereiro de 2014 pela equipa Team La Pomme Marseille.

## Palmarés
- 2006
  - 1 etapa da Volta aos Pirenéus

- 2009
  - 1 etapa da Tirreno-Adriático
- Tour de Valônia

- 2010
  - 1 etapa do Tour do Mediterrâneo

## Equipas
- Cofidis (2006-2011)
- Team Type 1-Sanofi Aventis (2012)
- Sojasun (2013)
- Marseille 13/Delko (2014-)
  - Team La Pomme Marseille 13 (2014)
  - Team Marseille 13-KTM (2015)
  - Delko Marseille Provence KTM (2016-2018)
  - Delko Marseille Provence (2019)
  - NIPPO DELKO One Provence (2020)